# 1091
| Calendário gregoriano                                                        | 1091 MXCI                                            |
| Ab urbe condita                                                              | 1844                                                 |
| Calendário arménio                                                           | 540 – 541                                            |
| Calendário bahá'í                                                            | -753 – -752                                          |
| Calendário budista                                                           | 1635                                                 |
| Calendário chinês                                                            | 3787 – 3788 Início a 22 de janeiro (aproximadamente) |
| Calendário copta                                                             | 807 – 808                                            |
| Calendário etíope                                                            | 1083 – 1084                                          |
| Calendários hindus - Vikram Samvat - Calendário nacional indiano - Cáli Iuga | 1146 – 1147 1012 – 1013 4191 – 4192                  |
| Calendário Holoceno                                                          | 11091                                                |
| Calendário islâmico                                                          | 484 – 485                                            |
| Calendário judaico                                                           | 4851 – 4852                                          |
| Calendário persa                                                             | 469 – 470                                            |
| Calendário rúnico                                                            | 1341                                                 |
| Calendário solar tailandês                                                   | 1634                                                 |

1091 (MXCI, na numeração romana) foi um ano comum do século XI do Calendário Juliano, da Era de Cristo, e a sua letra dominical foi E (52 semanas), teve início a uma quarta-feira, terminou também a uma quarta-feira.
No território que viria a ser o reino de Portugal estava em vigor a Era de César que já contava 1129 anos.
| Ano completo                        |
| ----------------------------------- |
| Ano comum com início à quarta-feira |

## Eventos
- Deposição do bispo de Braga D. Pedro, motivada pela sua nomeação como metropolita pelo antipapa Clemente III, tornando-se Arcebispo de Braga.

## Mortes
- Conde D. Sesnando Davides, governador de Coimbra.